# ميلتون كويمبرا
ميلتون كويمبرا (بالإسبانية: Milton Coimbra) هو لاعب كرة قدم بوليفي في مركز الهجوم، ولد في 4 مايو 1975 في سانتا كروز دي لا سييرا في بوليفيا. شارك مع منتخب بوليفيا لكرة القدم. أما مع النوادي، فقد لعب مع نادي أوهيجينس ونادي الإمارات ونادي بكين سينوبو غوان ونادي بويبلا ونادي رأس الخيمة ونادي لانوس ويونيكوس.

## وصلات خارجية
- ميلتون كويمبرا على موقع الاتحاد الدولي (مؤرشف)  (الإنجليزية)
- ميلتون كويمبرا على موقع قاعدة بيانات كرة القدم.إي يو (الإنجليزية)
- ميلتون كويمبرا على موقع ناشيونال فوتبول تيمز (الإنجليزية)
- ميلتون كويمبرا على موقع Soccerway.com (الإنجليزية)
- ميلتون كويمبرا على موقع عالم كرة القدم.نت (الإنجليزية)